# Surkhab
Le Surkhab est une rivière d'Afghanistan qui coule dans les provinces de Paktiyâ et de Nangarhar. C'est un affluent du Kaboul en rive droite, donc un sous-affluent de l'Indus.

## Géographie
Le Surkhab naît dans le district d'Azra à l'extrémité nord de la province de Paktiyâ, mais coule avant tout en province de Nangarhar, où il a donné son nom au district de Surkh Rod. Il prend dès le début la direction du nord-est puis de l'est, direction qu'il maintient tout au long de son parcours. Il longe ainsi au nord la partie occidentale de la chaîne du Safed Koh, dont il reçoit les eaux de fonte des neiges et des glaciers. Il conflue avec le Kaboul, en rive droite, à une dizaine de kilomètres en amont (à l'ouest) de Jalalabad.
Le bassin versant du Surkhab correspond approximativement à la totalité du district d'Azra en province de Paktiyâ, plus les 20 % occidentaux de la province de Nangarhar (c'est-à-dire les districts de Cherzad et d'Hisarak, ainsi que les trois quarts occidentaux des districts de Khogyani et de Surkh Rod).

## Affluents
Le Surkhab reçoit de multiples affluents surtout en rive droite, ces derniers alimentés essentiellement par la fonte des neiges du versant nord du Safed Koh, au printemps et en été.

## Homonymie
- Le Surkhob est une importante rivière du Tadjikistan et du Kirghizistan, affluent de l'Amou-Daria.